# 瓦屋侗族乡
瓦屋侗族乡是中华人民共和国贵州省铜仁市碧江区下辖的一个民族乡。

## 行政区划
瓦屋侗族乡下辖以下村级行政区划单位：
瓦屋村、司前村、克兰寨村、兰坪村、溪坎村和丁家溪村。